# Масивна текстура
Масивна текстура (рос. массивная текстура, англ. massive structure; нім. massive Textur f, massige Textur f) – різновид текстури гірських порід. Характеризується однорідною у всіх напрямках будовою гірських порід, зернистою структурою без особливого орієнтування складових частин. Масивна текстура властива в основному магматичним гірським породам, рідше – осадовим (наприклад, деяким вапнякам).